# William Henry Percy
El Honorable William Henry Percy (24 de marzo de 1788 - 5 de octubre de 1855) fue un oficial de la marina y político británico.

## Familia
Percy fue el sexto hijo varón de Algernon Percy, I conde de Beverley, e Isabella Susannah Burrell, hija de Peter Burrell.

## Carrera naval y política
En mayo de 1801, se enroló en la marina como voluntario de primera clase, viajando a China a bordo del HMS Lion. En 1802, regresó, y pasó a ser guardiamarina de HMS Medusa; poco antes de que su hermano Josceline fuera designado teniente en funciones). Fue nombrado teniente en 1807; tres años más tarde ascendió a comandante, aunque no sería hasta 1811 cuando comandó el HMS Mermaid, a quienes conduciría en la Guerra de la Independencia Española.
Volvió a ser ascendido a capitán el 21 de marzo de 1812. Dos años después, comandó el HMS Hermes  las costas norteamericanas, donde perdió a cincuenta de sus hombres en el ataque a Fort Bowyer, Mobile; también tuvo que quemar su barco. Aunque un juicio de guerra consideró el ataque justificado, implicó su retorno a Reino Unido, llevando consigo nuevas sobre la derrota en la batalla de Nueva Orleans.
Durante su retiro, fue comisionario de ejercicio gracias al apoyo de Lord Exeter, hijastro de su tía Elizabeth. Fue un tory, miembro del parlamento por Stamford entre 1818 y 1826. Renunció a su posición por un impuesto especial, que implicaba un sueldo de £1,200 al año.  Fue nombrado contralmirante en la lista de retirados el 1 de octubre de 1846.
Percy murió soltero en octubre de 1855, a los edad de setenta y siete años, en Portman Square, la casa londinense de su hermano mayor.